# Patrizianella simulatecaeca
Patrizianella simulatecaeca is een mosselkreeftjessoort uit de familie van de Trachyleberididae. De wetenschappelijke naam van de soort werd als Patrizia simulatecaeca in 1993 gepubliceerd door Jellinek.